# Мамочева, Юлия Андреевна

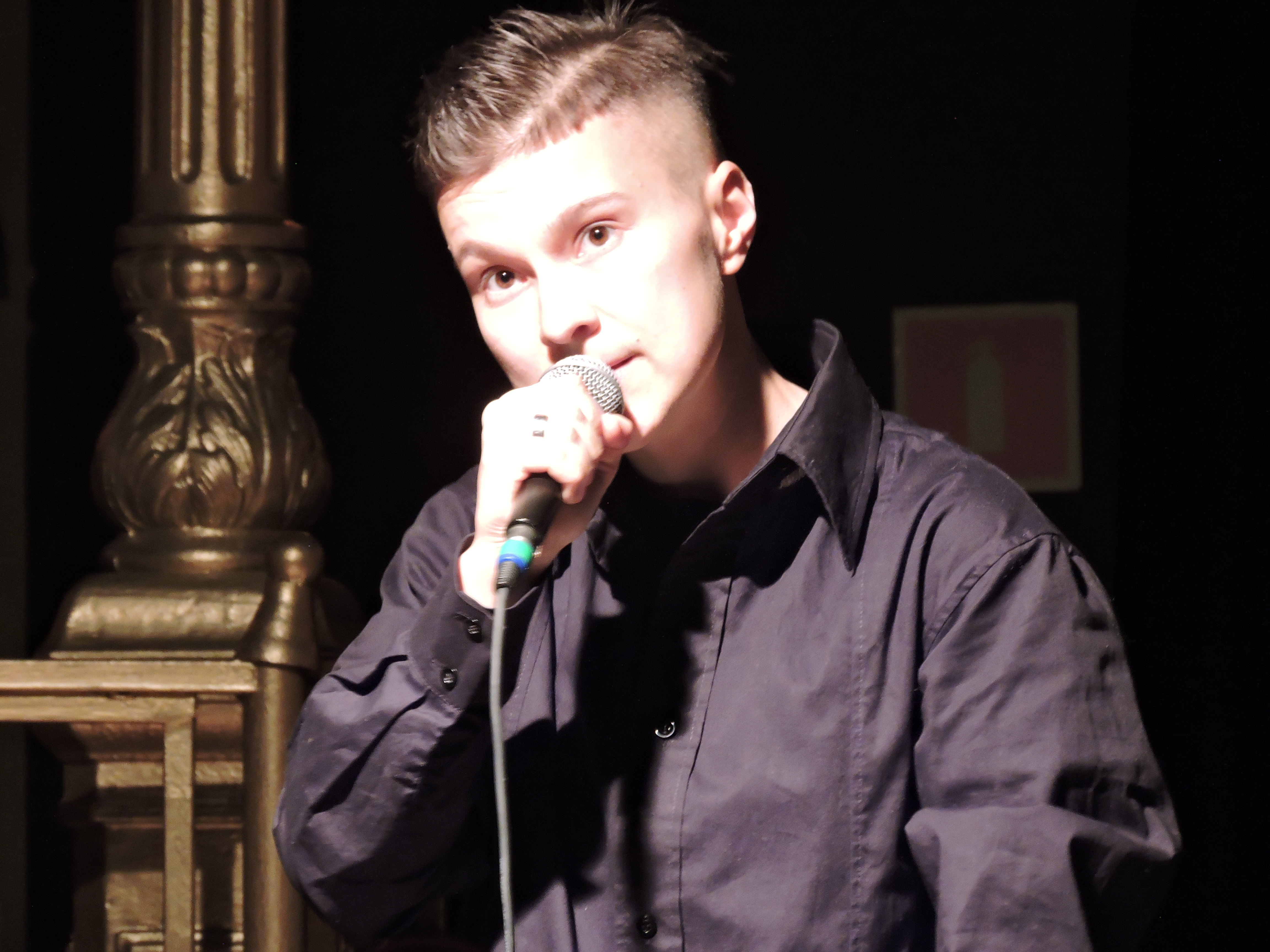
Поэтический вечер Юлии Мамочевой в ресторане «Квартира 8» в Санкт-Петербурге 19 марта 2024 года

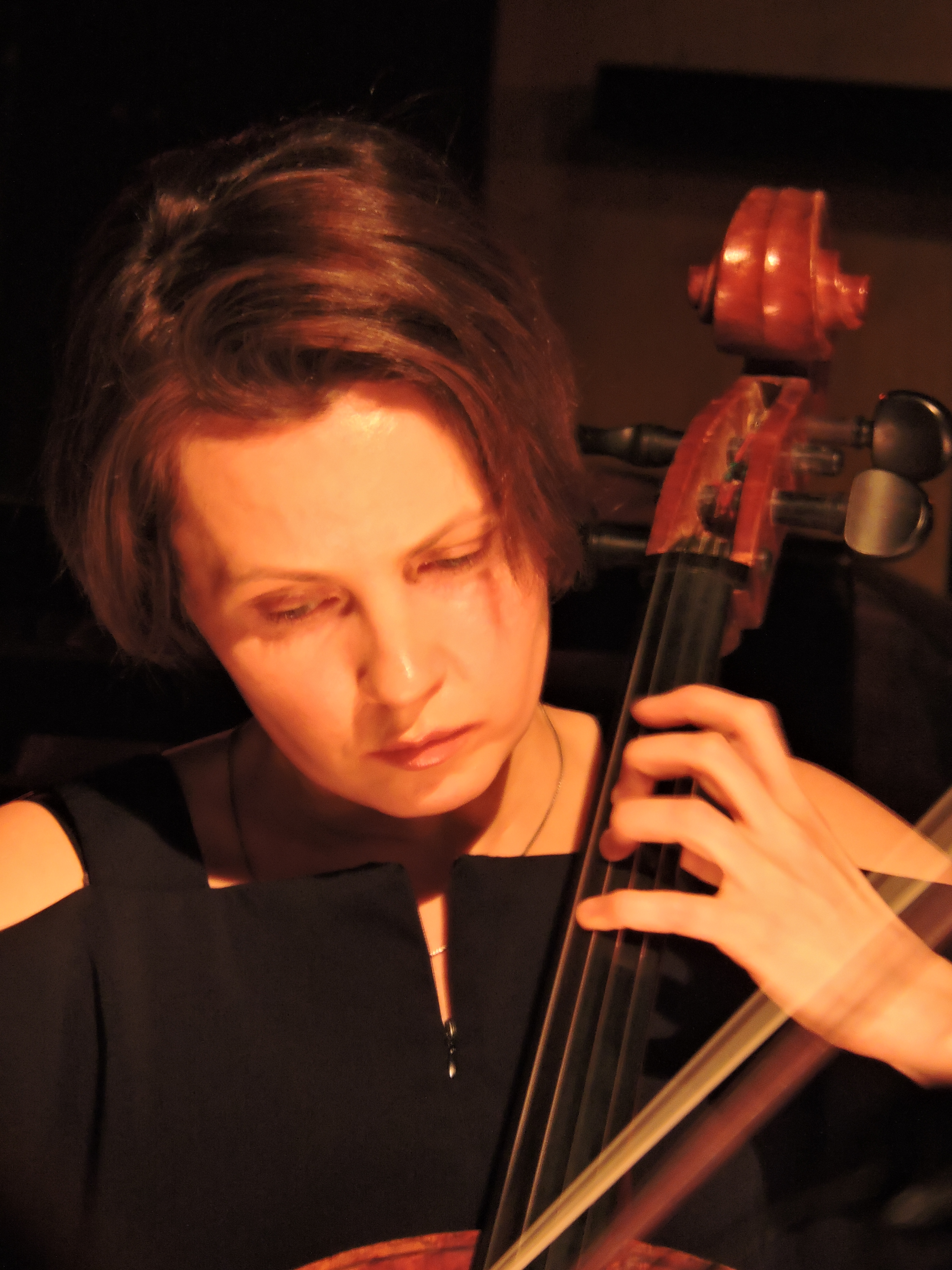
Поэтический вечер Юлии Мамочевой в ресторане «Квартира 8» в Санкт-Петербурге 19 марта 2024 года. На виолончели играет Наталья Лучкина

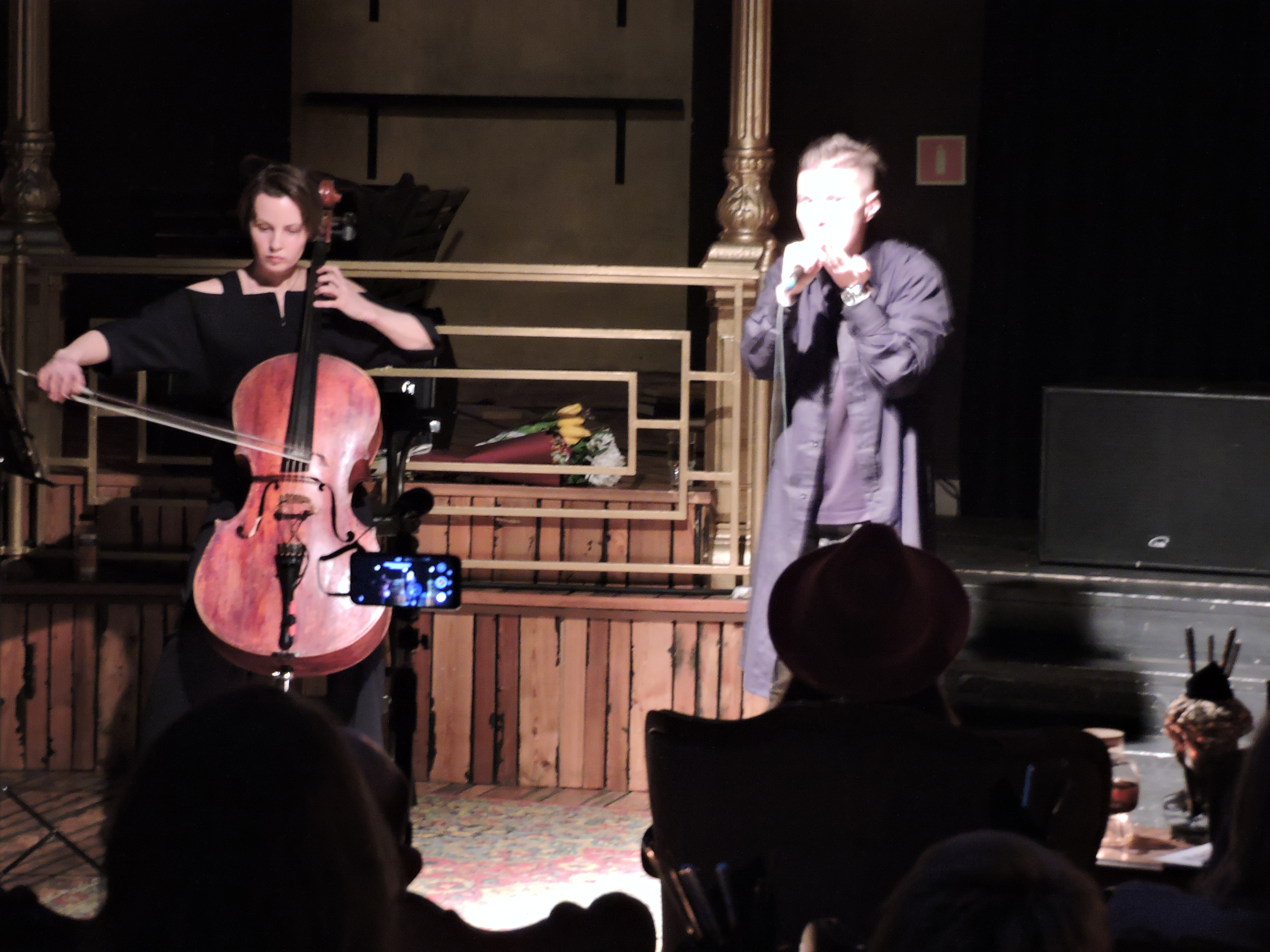
Наталья Лучкина и Юлия Мамочева

Ю́лия Андре́евна Ма́мочева (род. 19 мая 1994, Санкт-Петербург) — российская поэтесса, журналистка и переводчица.

## Биография
Юлия Мамочева родилась 19 мая 1994 года в Санкт-Петербурге. В 2011 году, став призёром телешоу Первого канала «Умницы и умники», поступила на факультет международной журналистики МГИМО и переехала в Москву.
Будучи студенткой второго курса, 22 октября 2012 года удостоилась Бунинской премии в номинации «Открытие Года — 2012» за сборник стихов и авторских поэтических переводов «Поэтофилигрань». Вскоре после этого познакомилась с актёром, поэтом и режиссёром Владом Маленко и стала участницей его проекта — Московского театра поэтов. Как поэт и актриса участвовала в таких постановках Театра, как «Сотворение мира — 1945. Репост», «Небо победы» и «Сколько времени?». Последняя постановка отметила официальное открытие Московского Театра Поэтов 14 октября 2016 года. Среди приглашённых гостей в ней приняли участие Сергей Летов, Евгений Маргулис и другие.
Публиковалась в «Литературной газете».
В 2013 году творчеством Мамочевой заинтересовался писатель Дмитрий Быков, который поспособствовал изданию третьего сборника автора — «Душой наизнанку», а двумя годами позже написал предисловие к пятой книге Юлии «Виршалаим», в котором окрестил поэтессу «ужасом, летящим на крыльях ночи». В ходе подготовки сборника к печати, значительную финансовую поддержку ему оказала известная российская рок-исполнительница, лидер группы «Сурганова и оркестр» Светлана Сурганова.
В июне 2015 года Юлия Мамочева окончила МГИМО, а также выпустила книгу избранных произведений на русском и английском языках «The BESTелесность», автором предисловия к которой явился советский и российский поэт Андрей Дементьев, с которым поэтесса познакомилась в январе 2015 в МИД РФ на открытии Года Литературы в России. В течение следующего года сборник был представлен в Москве, Санкт-Петербурге, Смоленске, Ярославле. Весной 2016 года Юлией Мамочевой был поставлен одноимённый моноспектакль, официальная премьера которого состоялась 5 августа на Всероссийском молодёжном форуме «Таврида», куда Мамочева была приглашена в качестве эксперта.
В декабре 2016 года Юлия Мамочева выпустила новый поэтический спектакль — «Я умею огонь», премьера которого состоялась в Москве. 7 ноября 2017 года вышла её одноимённая книга, презентации которой прошли в формате интуитивного поэтического спектакля в нескольких городах России и СНГ: Севастополе, Нижнем Новгороде, Санкт-Петербурге, Минске и др.
В том же году значительное место в жизни Мамочевой заняла благотворительная деятельность: поэтесса выступила организатором и идейным вдохновителем нескольких благотворительных музыкально-поэтических концертов в поддержку своей подруги, севастопольской поэтессы и актрисы Алины Стародубцевой, с 2012 года прикованной к инвалидному креслу. Собранные на этих мероприятиях средства были направлены на лечение и реабилитацию последней.
С 2018 года Юлия Мамочева является членом жюри международного поэтического фестиваля «Всемирный День Поэзии».
В мае 2019 года, к 25-летию Мамочевой, вышла её восьмая книга — сборник избранных стихотворений «Мой радар». 24 мая того же года Юлия Мамочева вновь приняла участие в благотворительном мероприятии в поддержку Алины Стародубцевой — фестивале «Кино для шага вперёд». В июле 2019 года Мамочева впервые выступила на форуме авторской песни «Рамонский родник», проходившем под Воронежем.
В январе 2020 года во МХАТе им. Горького прошёл поэтический спектакль Юлии Мамочевой в рамках проекта «Сезон Стихов». С тех пор этот театр занимает важное место в жизни поэтессы. Она была приглашена к участию в читке пьесы Андрея Иванова «Это всё она», а также стала литературным куратором в поэтическом спектакле Ивана Купреянова.

## Награды и оценка творчества
С 2013 года — член Союза Писателей России; помимо Бунинской премии — лауреат, победитель и призёр целого ряда других литературных конкурсов и премий, среди которых Всероссийский фестиваль поэтов «Мцыри» и конкурс имени великого князя Константина Романова, проводившийся на базе Государственного Русского музея в Санкт-Петербурге (гран-при).